# Battaglia dell'isola di Rennell
La battaglia dell'isola di Rennell venne combattuta tra il 29 e il 30 gennaio 1943, rappresentando l'ultimo scontro aeronavale su vasta scala della campagna di Guadalcanal della seconda guerra mondiale.
Lo scontro avvenne tra il gruppo navale statunitense del contrammiraglio Robert C. Giffen, intento a scortare un convoglio di truppe di rimpiazzo per le forze impegnate a Guadalcanal, e i bombardieri giapponesi che proteggevano dall'alto i cacciatorpediniere impegnati nell'evacuazione delle truppe nipponiche da Guadalcanal stessa. I reiterati attacchi aerei giapponesi portarono all'affondamento dell'incrociatore USS Chicago, al danneggiamento di un cacciatorpediniere e al ritiro delle navi di Giffen, sgombrando la strada alla forza di evacuazione nipponica.

## Antefatti
Alla fine del dicembre 1942, la lunga lotta per il possesso dell'isola di Guadalcanal tra statunitensi e giapponesi stava ormai virando in favore dei primi: usciti fuori dal perimetro allestito intorno all'aeroporto di Henderson Field, all'interno del quale erano rimasti asserragliati per mesi, i reparti statunitensi avevano iniziato a scacciare le guarnigioni giapponesi dalle alture dominanti a sud, respingendole progressivamente verso la punta nord-occidentale dell'isola. Dopo la sconfitta patita nella battaglia navale di Guadalcanal del novembre precedente, la Marina imperiale giapponese non era più in grado di appoggiare le operazioni dei reparti nipponici a terra o anche solo garantire il costante afflusso di rinforzi e rifornimenti (il cosiddetto Tokyo Express), e di conseguenza avanzò la proposta di evacuare Guadalcanal per concentrare le truppe a difesa della strategica base di Rabaul più a nord; nonostante l'opposizione dell'Esercito imperiale, che insisteva nell'idea di proseguire la lotta ad oltranza, l'alto comando nipponico approvò infine il 4 gennaio 1943 l'evacuazione progressiva dei reparti giapponesi da Guadalcanal (Operazione Ke), da attuarsi a partire dal 1º febbraio seguente.
I giapponesi furono abili nel mascherare la loro ritirata da Guadalcanal, e gli statunitensi non ebbero pienamente sentore di ciò fino a quando l'operazione era ormai prossima al completamento; ad ogni modo, alla fine di gennaio gli avvistamenti delle unità di ricognizione e l'intercettamento del traffico radio nemico misero sull'avvisto l'alto comando statunitense di una notevole ripresa dell'attività navale nipponica nelle acque delle Salomone. Fraintendendo le intenzioni del nemico, il comandante delle forze navali statunitensi nelle Salomone ammiraglio William Halsey ritenne che i giapponesi si stessero preparando a una nuova offensiva su Guadalcanal, il che gli offriva la preziosa opportunità di attirare in combattimento la flotta nipponica e di sconfiggerla con le sue forze ora notevolmente accresciute. Nello stesso periodo, i comandi a terra a Guadalcanal chiedevano la sostituzione del 2nd Marines Regiment, in azione sull'isola fin dall'agosto del 1942, con un'unità dell'esercito: Halsey colse l'occasione e, con la scusa di garantire la scorta al convoglio di navi da trasporto dirette a Guadalcanal con i nuovi reparti, fece prendere il mare alla sua intera flotta forte di due portaerei, due portaerei di scorta, tre navi da battaglia, 12 incrociatori e 25 cacciatorpediniere.
Le forze di Halsey furono suddivise in cinque Task force distinte e dislocate a sud delle Salomone, pronte ad accorrere e attaccare non appena fossero state avvistate forti concentrazioni di navi giapponesi. Subito dietro il gruppo delle navi da trasporto (Task Group 62.8, forte di quattro trasporti e quattro cacciatorpediniere) si trovava la Task Force del contrammiraglio Robert Giffen (TF 18), incaricata di fornire scorta a distanza al convoglio; Giffen aveva ai suoi ordini i tre incrociatori pesanti USS Wichita (nave ammiraglia), USS Chicago e USS Louisville, gli incrociatori leggeri USS Montpelier, USS Cleveland e USS Columbia, le portaerei di scorta USS Chenango e USS Suwannee, e otto cacciatorpediniere.
Preso il mare da Éfaté il 27 gennaio, Giffen aveva in programma di incontrarsi con il Task Group 62.8 salpato quello stesso giorno da Nouméa e raggiungere la costa sud-occidentale di Guadalcanal la sera del 30 gennaio; qui le unità della TF 18 si sarebbero incontrate con i quattro cacciatorpediniere permanentemente dislocati al largo di Guadalcanal, con cui avrebbero pattugliato le acque a nord dell'isola inoltrandosi nello Stretto della Nuova Georgia (conosciuto dagli equipaggi statunitensi come The Slot, "la scanalatura") e protetto a distanza lo scarico delle navi da trasporto.

## La battaglia

### Mosse preliminari

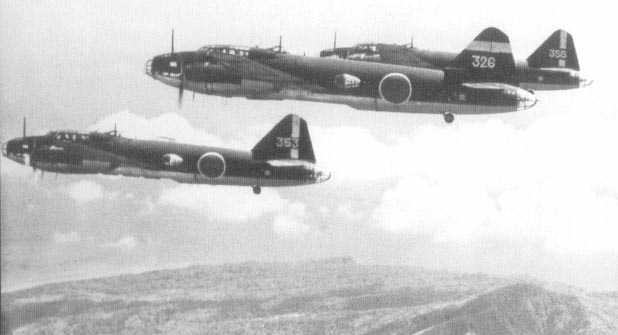
Una formazione di bombardieri "Betty" in volo

La mattina del 29 gennaio, la TF 18 di Giffen si trova in ritardo rispetto alla tabella di marcia: le due portaerei di scorta, in origine vecchi mercantili poi convertiti, riuscivano a tenere una modesta velocità massima di 18 nodi, che oltre a rallentare l'intera formazione costituiva anche un impedimento qualora si fosse reso necessario compiere brusche manovre per evitare attacchi di aerei o sommergibili nemici; temendo di mancare l'appuntamento con i cacciatorpediniere a sud di Guadalcanal e di perdere preziose ore di buio per scaricare i trasporti senza temere attacchi aerei, alle 14:00 Giffen decise di distaccare dalla formazione entrambe le portaerei, lasciate indietro con la scorta dei cacciatorpediniere USS Frazier e USS Meade, potendo così accelerare fino alla velocità di 24 nodi. Per mantenere la copertura aerea della TF 18, la Chenango e la Suwanee fecero decollare alcuni caccia Grumman F4F Wildcat nonché aerosiluranti Grumman TBF Avenger dotati di radar; questa copertura si rivelò tuttavia inefficace, perché le navi di Giffen mantennero uno stretto silenzio radio e non fornirono una guida ai caccia che le sorvolavano, i quali rientrarono sulle portaerei alle 18:30.
Per tutto il pomeriggio i radar della TF 18 avevano ripetutamente captato una serie di segnali, i quali si erano in ogni circostanza rivelati come aerei alleati i cui apparati IFF per l'identificazione a distanza non funzionavano correttamente. Dopo il tramonto del sole alle 18:50, Giffen ritenne che la minaccia di attacchi aerei non fosse più attuale e fece quindi passare la sua squadra dalla formazione anti-aerea a quella anti-sommergibili, la cui minaccia era ritenuta più concreta: procedendo a zig-zag per disturbare il puntamento di eventuali sommergibili in agguato, i sei cacciatorpediniere di scorta (USS Conway, USS La Vallette, USS Waller, USS Edwards, USS Taylor e USS Chevalier) furono disposti a V davanti agli incrociatori, con questi ultimi schierati su due file parallele con le unità incolonnate (a sinistra la fila con Montpellier, Cleveland e Columbia, a destra la fila con Wichita, Chicago e Louisville).
L'avvicinamento della TF 18 a Guadalcanal non era sfuggito al comando giapponese, preavvertito da vari avvistamenti ad opera di sommergibili. L'ammiraglio Isoroku Yamamoto, responsabile della flotta da battaglia, voleva ingaggiare questa formazione con le unità navali disponibili nella base di Truk, ma ostacolato dalla carenza di nafta decise infine di ripiegare su una serie di massicci attacchi aerei da parte dell'Aviazione della Marina; nel tardo pomeriggio del 29 gennaio, quindi, 16 bombardieri Mitsubishi G4M ("Betty" secondo le denominazioni alleate dei velivoli giapponesi) del 705º Gruppo aereo e 15 bombardieri Mitsubishi G3M ("Nell") del 701º Gruppo aereo, parte dell'11ª Flotta aerea del viceammiraglio Jin'ichi Kusaka, decollarono dalle loro basi a Rabaul, Munda e Buka diretti verso le navi statunitensi.

### Il primo attacco

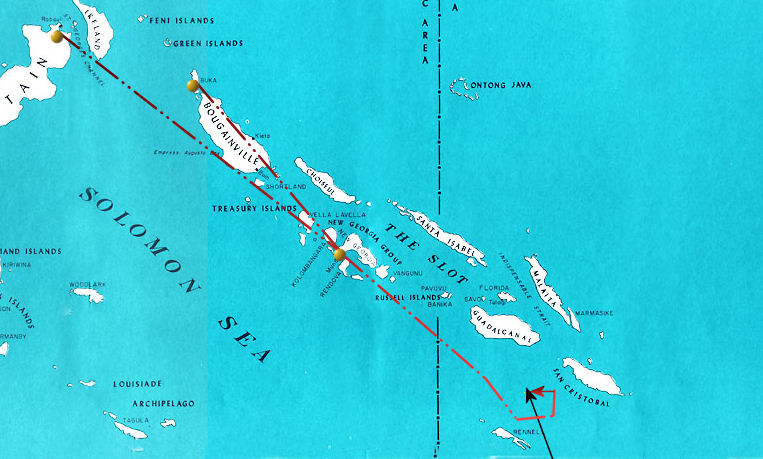
Carta delle Isole Salomone con, in rosso, il tragitto seguito dagli aerei giapponesi durante il primo attacco alla TF 18

Alle 19:20 la TF 18 si trovava nella posizione 10° 48' S, 160° 37' E, con rotta verso nord-ovest; il mare era calmo e la coltre di buio molto fitta. Nonostante il radar del Wichita avesse ottenuto diversi contatti, si ritenne che questi fossero di nuovo dei velivoli alleati e gli equipaggi delle navi statunitensi, prima chiamati ai posti di combattimento, furono messi in libertà. L'approccio dei velivoli giapponesi alla formazione nemica fu da manuale: volando ad altissima quota, gli aerei nipponici si tennero inizialmente a ovest delle navi nemiche ma poi si portarono a sud-est per non profilarsi contro gli ultimi bagliori del sole al tramonto, scesero di quota e piegarono verso nord-ovest risalendo le scie lasciate dalle navi statunitensi, andando quindi ad attaccare a bassa quota sul lato opposto rispetto al tramonto.
Il primo attacco ebbe inizio alle 19:24: mentre un aereo da ricognizione lanciava bengala per illuminare le navi della TF 18, il primo "Betty" della formazione nipponica prese a mitragliare il cacciatorpediniere Waller, che occupava la posizione più a nord-est dello schieramento statunitense a destra dell'incrociatore Wichita, uccidendo un membro dell'equipaggio. Mentre i velivoli nipponici si disponevano per lanciare i siluri facendo nel contempo fuoco con le mitragliatrici di bordo, i pezzi contraerei delle unità statunitensi aprirono il tiro non senza un certo ritardo dovuto alla sorpresa dell'attacco. Vari siluri furono lanciati in direzione dell'incrociatore Louisville, ultimo della linea di fila di destra, ma solo uno lo colpì senza tuttavia esplodere; un bombardiere nipponico fu colpito dalla contraerea ed esplose dopo essere precipitato in acqua, ma un secondo velivolo, parimenti centrato, andò a schiantarsi contro la poppa del Chicago, che precedeva il Louisville nella fila, causando alcuni danni.

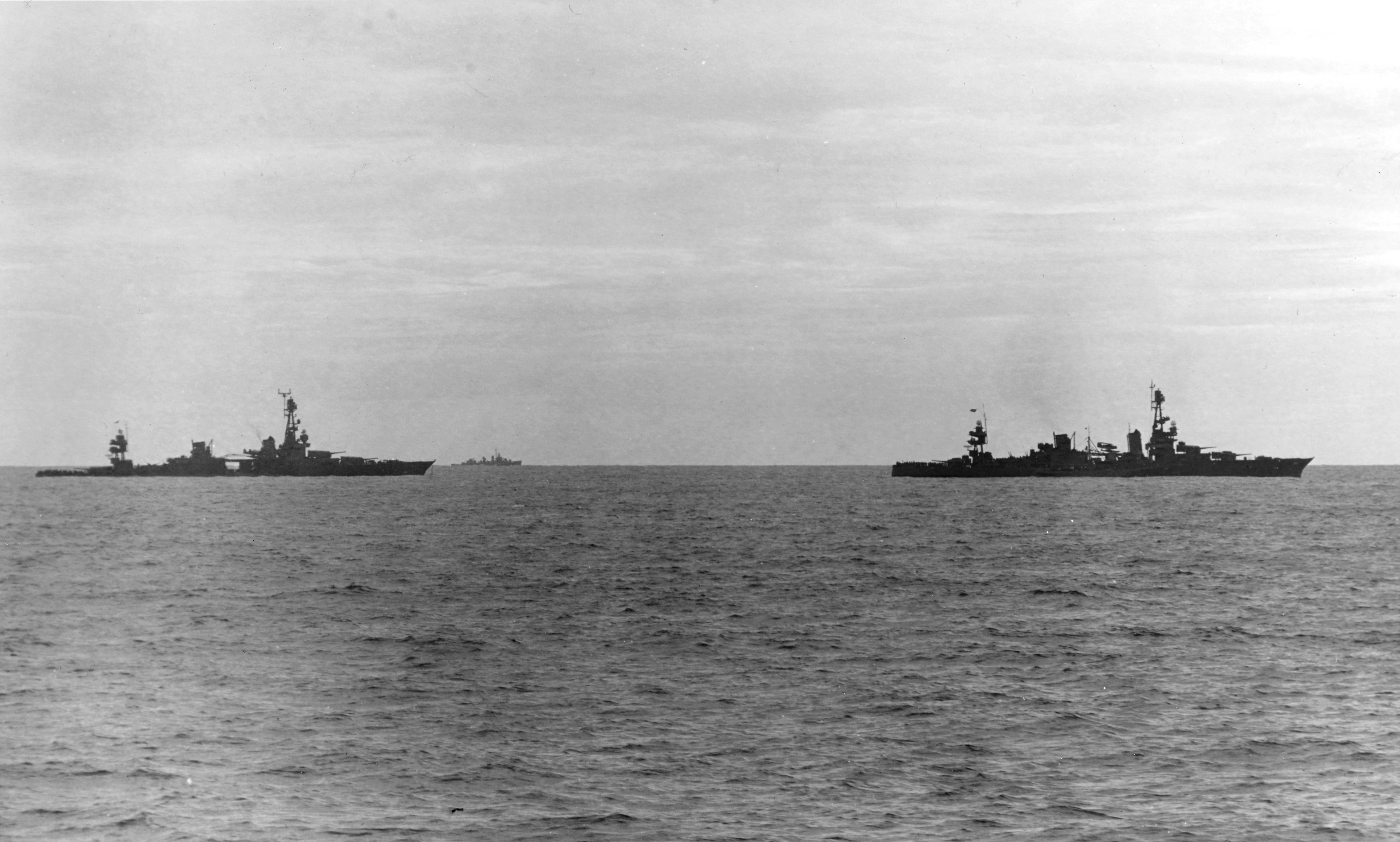
Il Louisville (a destra) mentre traina il danneggiato Chicago la mattina del 30 gennaio

Giffen ordinò di cessare le manovre a zig-zag e di accelerare l'andatura, ma alle 19:30 altri velivoli giapponesi si portarono all'attacco. Due velivoli si portarono vicino al Chicago ma furono abbattuti in fiamme dal tiro delle armi automatiche del Louisville; i bengala luminosi in cielo e le fiamme levate dai relitti dei velivoli nipponici abbattuti facevano però risaltare la sagoma del Chicago, che alle 19:40 fu colpito da un siluro sul lato di dritta: l'ordigno sfondò diverse paratie, deformò tre dei quattro alberi motore dell'incrociatore e causò l'allagamento della sala macchine di poppa. Un altro velivolo nipponico si avvicinò al Chicago, ma apparentemente precipitò dopo aver urtato una delle antenne dell'incrociatore; un terzo bombardiere fu abbattuto dal tiro concentrato del Chicago e del Waller, ma non prima di aver sganciato un siluro che alle 19:45 colpì l'incrociatore sempre sul lato di dritta: lo squarcio nello scafo causò l'allagamento della sala macchine anteriore, immobilizzando completamente l'unità.
Gli aerei giapponesi presero la via del ritorno verso le 20:15, mentre la TF 18 cambiava rotta allontanandosi dal luogo dello scontro alla velocità di 15 nodi. Giffen ritornò sui suoi passi alle 20:30 e distaccò il Louisville perché prestasse soccorso all'immobilizzato Chicago: un cavo da rimorchio fu steso tra le due unità non senza notevoli difficoltà a causa del buio fitto, e verso la mezzanotte del 30 gennaio il Louisville prese a trainare il Chicago procedendo alla velocità di 4 nodi verso l'isola di Espiritu Santo con la scorta dell'intera TF 18.

### Il secondo attacco

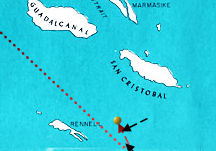
Il secondo attacco al Chicago: la linea rossa indica il percorso dei bombardieri nipponici, quella nera il percorso dei caccia Wildact della Enterprise

I radar statunitensi continuarono a rilevare contatti, probabilmente aerei da ricognizione giapponesi che si tenevano a distanza, ma nessun nuovo attacco venne tentato per la restante parte della notte. Allo spuntare del sole il Chicago continuava a procedere sbandato sulla dritta di 11° e con la poppa pericolosamente vicina al bordo dell'acqua; alle 08:00 il traino dell'unità fu preso in carico dal rimorchiatore oceanico USS Navajo appena arrivato da Espiritu Santo, e il Louisville fu lasciato libero di riunirsi al resto della TF 18, continuando a procedere lentamente verso sud alla volta di Espiritu Santo; Halsey ordinò immediatamente alla portaerei USS Enterprise di avvicinarsi per fornire supporto aereo al gruppo, catapultando una combat air patrol (CAP) di dieci caccia F4F Wildcat.
Verso le 12:00 un ricognitore giapponese riguadagnò il contatto con il gruppo del Chicago, e 12 "Betty" del 751 Gruppo aereo decollarono dalla loro base sull'isola di Nuova Georgia a caccia dell'incrociatore. Un coastwatchers australiano dislocato a sud della Nuova Georgia segnalò il passaggio degli aerei alle 14:45, segnalazione confermata alle 15:05 dai centri di ascolto statunitensi su Guadalcanal; calcolando che la formazione giapponese sarebbe arrivata verso le 16:00, Halsey ordinò agli incrociatori della TF 18 di abbandonare il Chicago e il Navajo e di fare rotta per Éfaté, lasciando i sei cacciatorpediniere a fare da schermo all'unità danneggiata. Vari ricognitori giapponesi avevano continuato a tallonare il Chicago, ma alle 15:40 quattro Wildcat della CAP riuscirono ad abbattere un "Betty" in missione di ricognizione dopo un inseguimento lungo 40 miglia. Alle 15:54 i velivoli d'attacco nipponici apparvero sugli schermi radar della Enterprise: la portaerei mise la prua al vento e si affrettò a far decollare altri 10 caccia F4F Wildcat per rafforzare la CAP a protezione del Chicago. 

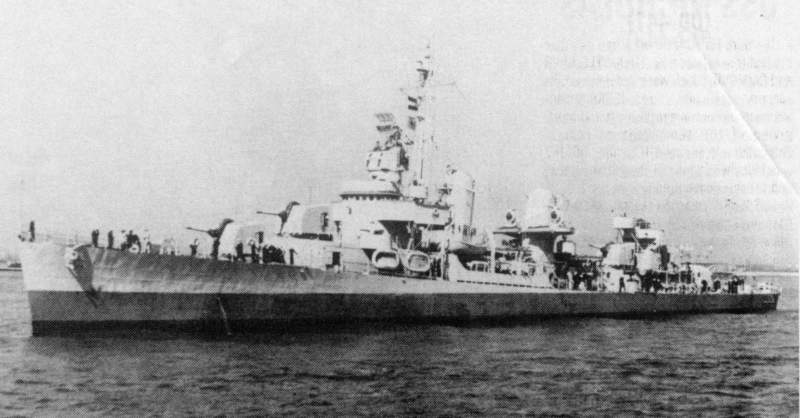
Il cacciatorpediniere La Vallette, gravemente danneggiato nel corso dell'attacco del 30 gennaio

Dopo essersi diretti verso sud-est passando a settentrione dell'isola Rennell, alle 16:15 i 12 "Betty" piegarono verso nord-ovest per attaccare il Chicago da sud dopo aver, apparentemente, abortito un attacco alla Enterprise in arrivo da sud-ovest. I Wildcat si lanciarono sulla formazione giapponese, abbattendo subito tre aerei; i nove superstiti si dispersero per attaccare il Chicago da più direzioni, affrontando il pesante fuoco contraereo delle unità statunitensi: sette "Betty" furono abbattuti in fiamme, ma non prima che diversi siluri fossero stati lanciati ai danni delle navi nemiche. Un ordigno centrò il cacciatorpediniere La Vallette a prua sul lato sinistro, uccidendo 22 membri dell'equipaggio e causando un allagamento delle due sale macchine; quattro siluri centrarono invece in rapida successione il Chicago alle 16:24, ancora sul lato di diritta: tre degli ordigni esplosero in prossimità dei locali macchine già danneggiati causando ulteriori copiosi imbarchi di acqua, mentre il quarto devastò la prua dello scafo.
Nonostante gli sforzi dell'equipaggio, apparve subito che il destino del Chicago era segnato e il suo comandante, capitano Ralph O. Davis, diede ordine di abbandonare la nave; lo scafo dell'incrociatore scomparve sott'acqua alle 16:44 dopo essersi lentamente capovolto sul lato di dritta, circa 30 miglia a est di Rennell nella posizione 11° 26' S, 160° 56' E: gran parte dell'equipaggio era stato tratto in salvo dal Navajo e dai cacciatorpediniere, ma si contarono comunque 62 vittime tra la ciurma. Il Navajo prese a rimorchio l'immobilizzato cacciatorpediniere La Vallette, e l'intera formazione raggiunse Espiritu Santo senza dover affrontare altri combattimenti.

## Conseguenze
La propaganda giapponese celebrò intensamente gli scontri del 29-30 gennaio, presentandoli come una vittoria decisiva che aveva inflitto forti perdite al nemico; alla fine, queste dichiarazioni non erano più che un tentativo di mascherare la prosecuzione dell'operazione di evacuazione della guarnigione di Guadalcanal, che continuò come previsto nel corso della prima settimana di febbraio.
Il convoglio di trasporti scortato dalla TF 18 era giunto a destinazione senza problemi, e Halsey continuò a incrociare nel Mar dei Coralli nella speranza di ottenere un contatto con la flotta giapponese, ma invano: aerei statunitensi attaccarono più volte nello Slot i cacciatorpediniere nipponici impegnati nell'evacuazione, ma nessuna grande battaglia navale fu più combattuta nelle acque di Guadalcanal. L'evacuazione fu portata a termine come previsto e il 9 febbraio i reparti statunitensi si ritrovarono padroni di Guadalcanal, ponendo fine alla lunga campagna.